# Rhipidura rufifrons
Rhipidura rufifrons là một loài chim trong họ Rhipiduridae.